# Sphinx gordius
Sphinx gordius ist ein Schmetterling (Nachtfalter) aus der Familie der Schwärmer (Sphingidae). Bei der Art handelte es sich ursprünglich um eine weit verbreitete und sehr variable Art. Später erkannte man, dass die Tiere im Norden des ursprünglichen Verbreitungsgebietes eine eigene Art, Sphinx poecila, darstellten, die von Sphinx gordius abgespalten wurde.

## Merkmale
Die Falter haben eine Vorderflügellänge von 33 bis 42 Millimeter. Sie sehen der nahe verwandten Art Sphinx poecila sehr ähnlich. Erstere Art besitzt eine deutlich kontrastreichere Musterung als zweitere, was eine Bestimmung in vielen Fällen einfach macht. Das sicherste Bestimmungsmerkmal ist jedoch der Submarginalbereich der Vorderflügel, außerhalb der Postmedialbinde, der bei Sphinx gordius sehr dunkel, fast schwarz ist und deutlich mit der grauen Grundfarbe des übrigen Vorderflügels kontrastiert. Bei der ähnlichen Art hat dieser Bereich dieselbe Farbe wie der Rest des Flügels, nur selten ist er am Analwinkel schwarz mit dunklen Schuppen überpudert. Sämtliche anderen in der Literatur genannten Bestimmungsmerkmale auf den Oberseiten der Vorderflügel führen nicht immer zu einer richtigen Bestimmung. Die Art ist sehr variabel. Es gibt Individuen die stark verdunkelt sind, während ihre Nachkommen normal kontrastierte Flügel aufweisen. Die sichere Bestimmung dieser dunklen Exemplare bereitet die größten Schwierigkeiten. Im Westen des Verbreitungsgebietes haben manche Exemplare eine weißliche Grundfarbe in der Medialregion der Vorderflügel, weswegen diese Tiere Sphinx luscitiosa ähnlich sehen. Die Hinterflügel sind auf der Oberseite grau bis gelblich grau und haben einen schwarzen Rand und eine schwarze Medianlinie, die zwischen scharf abgegrenzt bis diffus variiert.
Die Raupen der beiden oben beschriebenen ähnlichen Arten sind sich ebenso sehr ähnlich. Beide Arten haben eine variable kräftige grüne Grundfarbe und sieben Paar schräge, weiße Seitenstreifen. Bei Sphinx gordius sind die weißen Streifen schmal und zum Rücken rötlich violett gerandet, wohingegen die Streifen bei der ähnlichen Art breit sind und schwarz oder zumindest sehr dunkel gerandet sind. Die Stigmen sind bei ersterer Art rötlich violett, bei zweiterer rostbraun. Der Kopf ist bei Sphinx gordius grün mit einem Paar dunkelgrüner vertikaler Streifen, bei der ähnlichen Art ist er dunkelgrün mit hellgrünen Streifen. Außerdem sind die Raupen von Sphinx gordius ziemlich glatt und die Raupen von Sphinx poecila unterhalb der Stigmen stark mit Sekundärborsten versehen.
Die sehr kurze Puppe ist rötlich braun. Ihre Rüsselscheide liegt frei. Der ziemlich schmale Kremaster verjüngt sich rasch zu einer Doppelspitze.

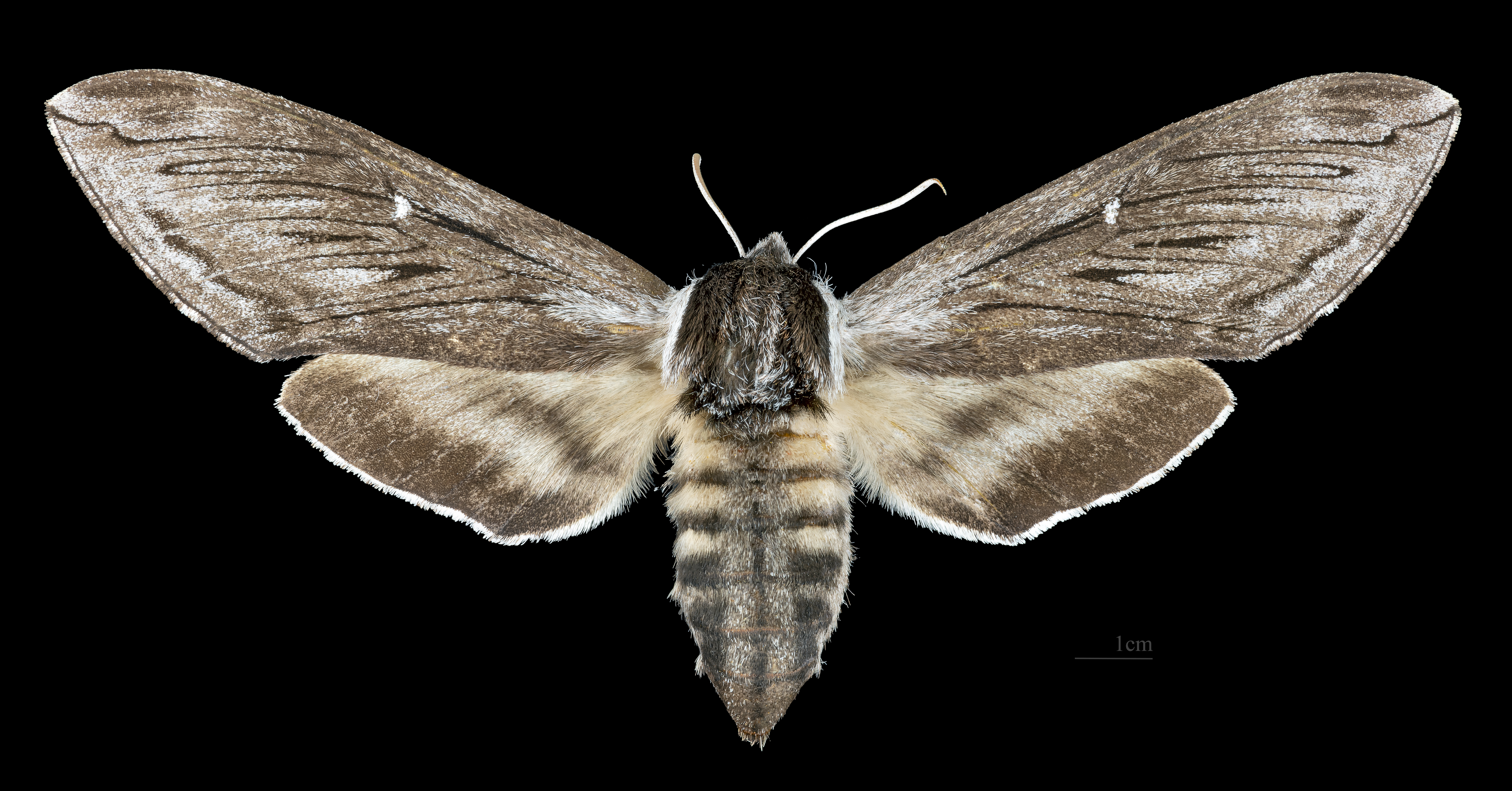
Sphinx gordius weiblich Dorsalansicht
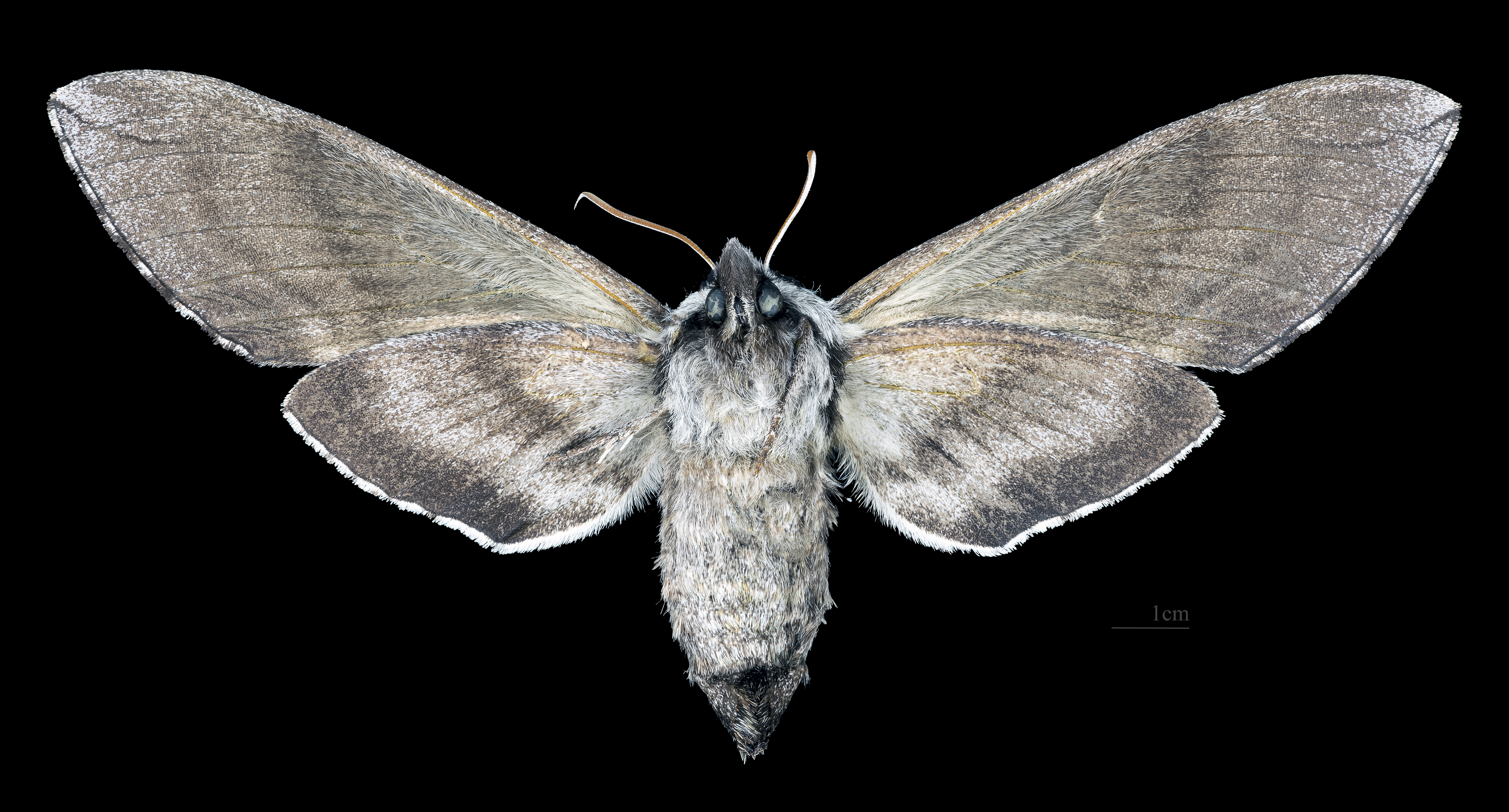
Sphinx gordius weiblich Ventralansicht

## Vorkommen
Es ist schwierig die Verbreitung dieser Art anhand älteren Materials zu bestimmen, da nicht feststellbar ist, welche Funde eigentlich Sphinx poecila betreffen. Die Art ist jedenfalls deutlich südlicher verbreitet, als ihr Doppelgänger und es scheint drei disjunkte Verbreitungsgebiete in Nordamerika zu geben. Die Art ist vom Süden New Englands westlich bis in den Süden Wisconsins am häufigsten. Es gibt auch zahlreiche Nachweise aus den Appalachen, die bis in den Süden Tennessees, Illinois und große Teile von Missouri reichen und es gibt mehrere isolierte Funde aus Florida. Im Westen reicht die Verbreitung im Norden bis in den Norden von Wisconsin, Minnesota und den Süden der Kanadischen Prairie-Provinzen. Es gibt auch ein isoliertes Vorkommen in Colorado und Utah.

## Lebensweise
Die Falter fliegen nachts häufig Lichtquellen an. Nachweise an Nektarblüten sind schwierig dieser oder der ähnlichen Art zuzuordnen, man hat die Art zumindest an Gemeinem Flieder (Syringa vulgaris) und Gewöhnlichem Seifenkraut (Saponaria officinalis) nachgewiesen.

### Flug- und Raupenzeiten
Die Falter fliegen überall in einer Generation von Ende Mai bis Ende Juli, lediglich in Florida fliegen sie von Mitte Februar bis Mitte Juli.

### Nahrung der Raupen
Die Raupen fressen an einer Vielzahl verschiedener Pflanzen, wie beispielsweise Äpfel (Malus), Prunus-Arten, Heidelbeeren (Vaccinium), Lärchen (Larix), Myrica-Arten, Rosa carolina, Weiß-Fichte (Picea glauca) und Erlen (Alnus).

## Entwicklung
Die Weibchen legen ihre Eier einzeln an den Blättern der Raupennahrungspflanzen ab. Die Raupen sind tagaktiv und verstecken sich in Ruhephasen zwischen den Blättern. Die Verpuppung erfolgt in einer flachen Kammer knapp unter der Erdoberfläche.

## Belege